# Зоряний шлях (серія фільмів)
«Зоряний шлях» (англ. The Star Trek film series) — серія фантастичних фільмів з 13-ти фільмів, яка заснована на медіафраншизі «Зоряний шлях».
Paramount спочатку почав роботу над фільмом Star Trek у 1975 році після лобіювання з боку творця франшизи, Джина Роддербері. Студія мала бажання створити серіал «Зоряний шлях: Фаза II» з оригінального серіалу. Однак, після величезного успіху фільмів «Зоряні війни» і «Близькі контакти» , Paramount змінив свою думку знову, адаптувавши серіал у «Зоряний шлях: Фільм». Було створено ще п'ять фільмів з оригінальних серій. Акторський склад 1987—1994 «Зоряний шлях: Наступне покоління» знявся в ще чотирьох фільмах. Приквел до оригінальної серії, просто під назвою «Зоряний шлях», було випущено в травні 2009 року. Було оголошено про розробку продовження.
Фільм «Зоряний шлях» отримав змішані відгуки від критики, але 14 номінацій на Оскар (1 нагорода в 2010). Чотири з попередніх фільмів були номіновані в основному в області гриму, музики, сценографії, і звукового дизайну.
Star Trek були спочатку випущені на VHS. Пізні фільми були також випущені на LaserDisc. Для тих фільмів, які не отримують початкового випуску DVD, Paramount випустила прості диски без будь-яких додатків. Пізніше, перші десять фільмів були випущені у версіях з двома колекційними дисками. Фільми тепер доступні на дисках високої чіткості Blu-ray.
| |                   |           |  |  |  |
| |                   |           |  |  |  |
| «Зоряний шлях: Фільм» | 7 грудня 1979     | 46 млн $  |  |  |  |
| Художній фільм представив оновлення технології і дизайну зорельоту. Зореліт «Ентерпрайз» був «переобладнаний» як зовнішньо, так і внутрішньо. Багато чого з безлічі елементів, створених для раніше перерваного серіалу «Фаза II» були адаптовані та використані в першому художньому фільмі. Сюжет про живі масивні хмари енергії, що просуваються до Землі запозичив багато елементів з двох епізодів оригінального серіалу: «Doomsday Machine» і «Changeling». |                   |           |  |  |  |
| «Зоряний шлях 2: Гнів Хана» | 4 червня 1982     | 11 млн $  |  |  |  |
| Хан розробив план для помсти Кірку, хто розчаровав його плани захопити контроль над Ентерпрайзом п'ятнадцять років тому (в епізоді «Космічне Зерно»). І перший, і другий фільми мають телевізійні версії з додатковими кадрами, що впливають на сюжет. (Наступні фільми як правило, мають більш короткі телевізійні версії). Особливо ці кадри помітно у Гніві Хана, коли молодий член екіпажу, який діє мужньо і вмирає під час нападу на Ентерпрайз, виявляється племінником Скотті. |                   |           |  |  |  |
| «Зоряний шлях 3: У пошуках Спока» | 1 червня 1984     | 17 млн $  |  |  |  |
| Стурбований нестійким станом Маккоя після смерті Спока, Кірк дізнається, що в його останні хвилини, Спок переніс свою Катру, або дух, до тіла лікаря. Щоб возз'єднати Спока з його душею, Кірк повинен порушити права карантину, викрасти «Ентерпрайз», дістати тіло Спока з швидко вмираючої планети Буття. Це перший фільм, що був сіквелом попереднього фільму. |                   |           |  |  |  |
| «Зоряний шлях 4: Подорож додому» | 26 листопада 1986 | 27 млн $  |  |  |  |
| Кірк і його команда прямують до Землі відповісти перед військовим судом за крадіжку «Ентерпрайза» та його подальше знищення, коли вони знаходять Землю під облогою гігантського зонду, який передає руйнівний сигнал, що призначений для вимерлих горбатих китів. Кірк і його команда відправляється до 20 століття для одержання деяких китів, щоб вони могли зреагувати. Другий, третій і четвертий фільми є трилогією, з більш пізнім фільмом на основі елементів попередніх. Третій фільм — про дію протягом декількох днів після завершення другого, четвертий — через три місяці після третього. Леонард Німой був режисером третього і четвертого фільмів (також співавтор сценарію четвертого), він відомий як актор, який грає Спока. |                   |           |  |  |  |
| «Зоряний шлях 5: Остання межа» | 9 червня 1989     | 27 млн $  |  |  |  |
| |                   |           |  |  |  |
| Зоряний шлях 6: Невідкрита країна | 6 грудня 1991     | 17 млн $  |  |  |  |
| |                   |           |  |  |  |
| |                   |           |  |  |  |
| «Зоряний шлях: Покоління» | 18 листопада 1994 | 35 млн $  |  |  |  |
| |                   |           |  |  |  |
| «Зоряний шлях: Перший контакт» | 22 листопада 1996 | 45 млн $  |  |  |  |
| |                   |           |  |  |  |
| «Зоряний шлях: Повстання» | 11 грудня 1998    | 58 млн $  |  |  |  |
| |                   |           |  |  |  |
| «Зоряний шлях: Відплата» | 13 грудня 2002    | 60 млн $  |  |  |  |
| |                   |           |  |  |  |
| |                   |           |  |  |  |
| «Зоряний шлях» | 8 травня 2009     | 150 млн $ |  |  |  |
| |                   |           |  |  |  |
| «Стартрек: Відплата» | 16 травня 2013    | 190 млн $ |  |  |  |
| |                   |           |  |  |  |
| «Стартрек: За межами Всесвіту» | 22 липня 2016     | 185 млн $ |  |  |  |
| |                   |           |  |  |  |

## Касові збори
|                                     |                |                 |    |  |  |
| «Зоряний шлях: Фільм»               | $82,258,456    | $287,388,202.44 | 4  |  |  |
| «Зоряний шлях 2: Гнів Хана»         | $78,912,963    | $198,562,644.40 | 6  |  |  |
| «Зоряний шлях 3: У пошуках Спока»   | $76,471,046    | $178,551,965.99 | 9  |  |  |
| «Зоряний шлях 4: Подорож додому»    | $109,713,132   | $221,769,079.70 | 5  |  |  |
| «Зоряний шлях 5: Остання межа»      | $52,210,049    | $102,481,177.09 | 25 |  |  |
| «Зоряний шлях 6: Невідкрита країна» | $74,888,996    | $132,385,050.66 | 15 |  |  |
|                                     |                |                 |    |  |  |
| «Зоряний шлях: Покоління»           | $75,671,125    | $122,757,975.59 | 15 |  |  |
| «Зоряний шлях: Перший контакт»      | $92,027,888    | $141,803,884.10 | 17 |  |  |
| «Зоряний шлях: Повстання»           | $70,187,658    | $102,920,866.76 | 28 |  |  |
| «Зоряний шлях: Відплата»            | $43,254,409    | $57,898,976.17  | 54 |  |  |
|                                     |                |                 |    |  |  |
| «Зоряний шлях»                      | $257,730,019   | $289,968,951.54 | 7  |  |  |
| «Стартрек: Відплата»                | $228 778 661   | $235 677 862    | 13 |  |  |
| «Стартрек: За межами Всесвіту»      | $158 848 340   | $158 848 340    | 15 |  |  |
| Всього                              | $1 400 952 742 | $1 400 952 742  |    |  |  |